# Beatrix Zobl
Beatrix Zobl (* 1970 in Salzburg) ist eine österreichische Künstlerin.

## Leben und Werk
Beatrix Zobl studierte Kunstgeschichte an der Universität Salzburg und der Universität Wien, wo sie auch den interdisziplinären Universitätslehrgang „Museums- und Ausstellungsdidaktik“ absolvierte. Arbeitsstipendien führten Beatrix Zobl nach Chicago, Budapest und in die Studios der Glen Arbor Art Association Michigan.
Die Künstlerin beschäftigt sich vorrangig mit dem Medium Fotografie sowie Drucktechnik, Installation, Text und Video. Ihr besonderes Interesse gilt dem Verhältnis von Individuum und Gesellschaft. Dieses Spannungsfeld setzt sie in ihrer künstlerischen Arbeit mittels Performance, Dokumentation und Fiktion in Szene. Beatrix Zobl arbeitet auch als Kuratorin, Konzept- und Projektentwicklerin. Sie begleitet die künstlerische Umsetzung von Projekten oft mehrere Jahre lang.
Zobl war Gründungsmitglied der Gruppe trans wien, die von 1996 bis 2001 Arbeiten am Wiener-Westgürtel umsetzte. Die Künstlergruppe baute im Rahmen der EU-Gemeinschaftsinitiative Urban Wien – Gürtel Plus einen Gürtelbogen um, die Wienstation. Für ihre Arbeit mit trans wien wurde Zobl mit dem Projektwerkstatt-Preis des Offenen Kulturhauses Oberösterreich in Linz ausgezeichnet. Von 2009 bis 2014 leitete sie gemeinsam mit Ula und Wolfgang Schneider das Kunst- und Stadtteilprojekt „Soho in Ottakring“ im Brunnenviertel von Wien-Ottakring. Unter Einbeziehung konzeptueller und prozessorientierter künstlerischer Arbeiten in engem Zusammenhang mit der Entwicklung eines Stadtgebietes wurde Soho in Ottakring zu einem „Urban Art Project“.
Beatrix Zobl wurde für ihre künstlerische Tätigkeit mit einigen Preisen geehrt. Unter anderem erhielt sie 2010 den Theodor-Körner-Preis für Systems of Desire: Arbeiten, 2012 den Bank Austria Kunstpreis (mit Soho in Ottakring) und 2019 den Staatspreis Schönste Bücher Österreichs.
Arbeiten der Künstlerin befinden sich in privaten und öffentlichen Sammlungen, zum Beispiel in der Fotosammlung des Bundes, dem Museum der Moderne Salzburg und in der Sammlung des Landes Niederösterreich.
Beatrix Zobl lebt und arbeitet in Wien.

## Projekte und Ausstellungen (Auswahl)
- 2000–2005 Die Legende vom Künstler, museum in progress in Wien, Internationale Sommerakademie für Bildende Kunst Salzburg, School of the Art Institute of Chicago, Neuer Berliner Kunstverein
- 2003 Soho in Ottakring Relaunch, mit Ula Schneider[4][5]
- 2004–2011 Systems of Desire: Working, Kunstaktionen und künstlerische Forschung, Kunstraum Oberwelt in Stuttgart, Experimental Station in Chicago, Festival Ars Electronica Linz, Industriegelände und Stadttheater Berndorf
- 2006 SoD_lead Me, Installation im Palais Auersberg, Wien
- 2007–2009 Company. Arbeiten in Berndorf, mit Wolfgang Schneider, Kunstaktion und künstlerische Forschung auf dem Betriebsgelände der Berndorfer Metallwarenfabrik in Berndorf[6]
- 2010 Working, Installation beim Festival Ars Electronica repair – sind wir noch zu retten, Tabakfabrik Linz
- 2011 Tauschgeschäft. Ein Spektakel aus dem Krupp’schen Kosmos, Revue im Rahmen des Industriefestivals im Stadttheater Berndorf
- 2009–2013 CIA/Community in Arbeit (Arts&Science Call-Projekt Empowerment) Forschungsprojekt in Zusammenarbeit mit der Universität für angewandte Kunst Wien, dem KÖR (Kunst im öffentlichen Raum Wien) und Forba (sozialwissenschaftliches Institut)[7]
- 2009–2014 Soho in Ottakring, Kuratorisches Leitungsteam
- 2010–2013 CULBURB – Acupuncture Treatment for Suburb, Leitung des EU-Projektes als Partner in Wien (mit Soho in Ottakring)
- 2013 52 Ansichten vom öffentlichen Leben in der Obersteiermark, Institut für Kunst im öffentlichen Raum Steiermark
- 2016 Saló – Jahresausstellung des Salzburger Kunstvereins, Salzburg[8]
- 2019 cum pane, Foto Wien
- 2021 Company. Arbeiten in Berndorf, mit Wolfgang Schneider[9]
- 2022 Das ozeanische Gefühl, Jesuitenfoyer, Wien[10]
- 2023 Vom Speck B’steck zum Waffendreck, gemeinsam mit dem Architekten Thomas Abendroth, Dunklhof, Steyr[11][12]

## Auszeichnungen
- 2000 Projektwerkstatt-Preis (mit trans wien) des Offenen Kulturhauses Oberösterreich (OK), Linz
- 2002 Preis für innovative Sonderprojekte in den neuen Medien von Land Salzburg, Kunstabteilung
- 2010 Theodor-Körner-Preis für Systems of Desire: Arbeiten[13]
- 2012 Bank Austria Kunstpreis für Soho in Ottakring, Unsicheres Terrain / Destabilized Ground
- 2020 Deutscher Fotobuch-Preis in der Kategorie Konzeptionell-künstlerischer Fotobildband[14]
- 2019 Staatspreis Schönste Bücher Österreichs für Company. Fotografien und Fragmente über das Arbeiten in der Kategorie Zeitgenössische Kunstbände, Fotokunst, Architektur, Ausstellungskataloge

## Publikationen (Auswahl)
- station. Medium für öffentliche Kunst: Stadtraum / Kunstfeld / Golfplatz, Zeitschrift, Wien
- Soho in Ottakring.  What´s up? Was ist hier los?, Ula Schneider und Beatrix Zobl, Verlag Springer, Wien/New York 2008, in Deutsch und Englisch, ISBN 978-3-211-78587-4
- Soho in Ottakring. Unsicheres Terrain / Destabilized Ground, Ula Schneider, Wolfgang Schneider, Beatrix Zobl, Verlag Bibliothek der Provinz, Weitra 2019, in Deutsch und Englisch, ISBN 978-3-99028-887-0
- Company. Fotografien und Fragmente über das Arbeiten, Beatrix Zobl & Wolfgang Schneider (Hrsg.), Verlag De Gruyter, Edition Angewandte, Berlin/Boston 2019, in Deutsch und Englisch, ISBN 978-3-11-065766-1